# Алферьево (Зарайский район)
Алферьево — деревня в городском округе Зарайск Московской области России.

## Население
| 2002 | 2006 | 2010 |
| ---- | ---- | ---- |
| 635  | ↗645 | ↗679 |

## География
Алферьево расположено в 14 км на юг от Зарайска, на малой реке Грустынке, левом притоке реки Осётр, высота центра деревни над уровнем моря — 165 м.

## История
Алферьево впервые в исторических документах упоминается в Платёжных книгах XVI века, до 27 апреля 1923 входила в состав Каширского уезда Тульской губернии. В 1858 году в деревне числилось 33 двора и 333 жителя, в 1926 году — 59 дворов и 325 жителей. В 1929 году был образован колхоз «Герой», с 1950 года — в составе совхоза им. маршала К. А. Мерецкова, с 1968 года — в составе совхоза того же названия.
В Алферьеве на 2016 год числятся микрорайон и садоводческое товарищество, действуют почтовое отделение, средняя школа, медпункт, магазины, столовая, детский сад, ремонтные мастерские, гараж, зерноочистительный комплекс, молочная ферма.
До 2017 года находилась в составе муниципального образования сельское поселение Струпненское, до 29 ноября 2006 года была центром Алферьевского сельского округа.